# یژو

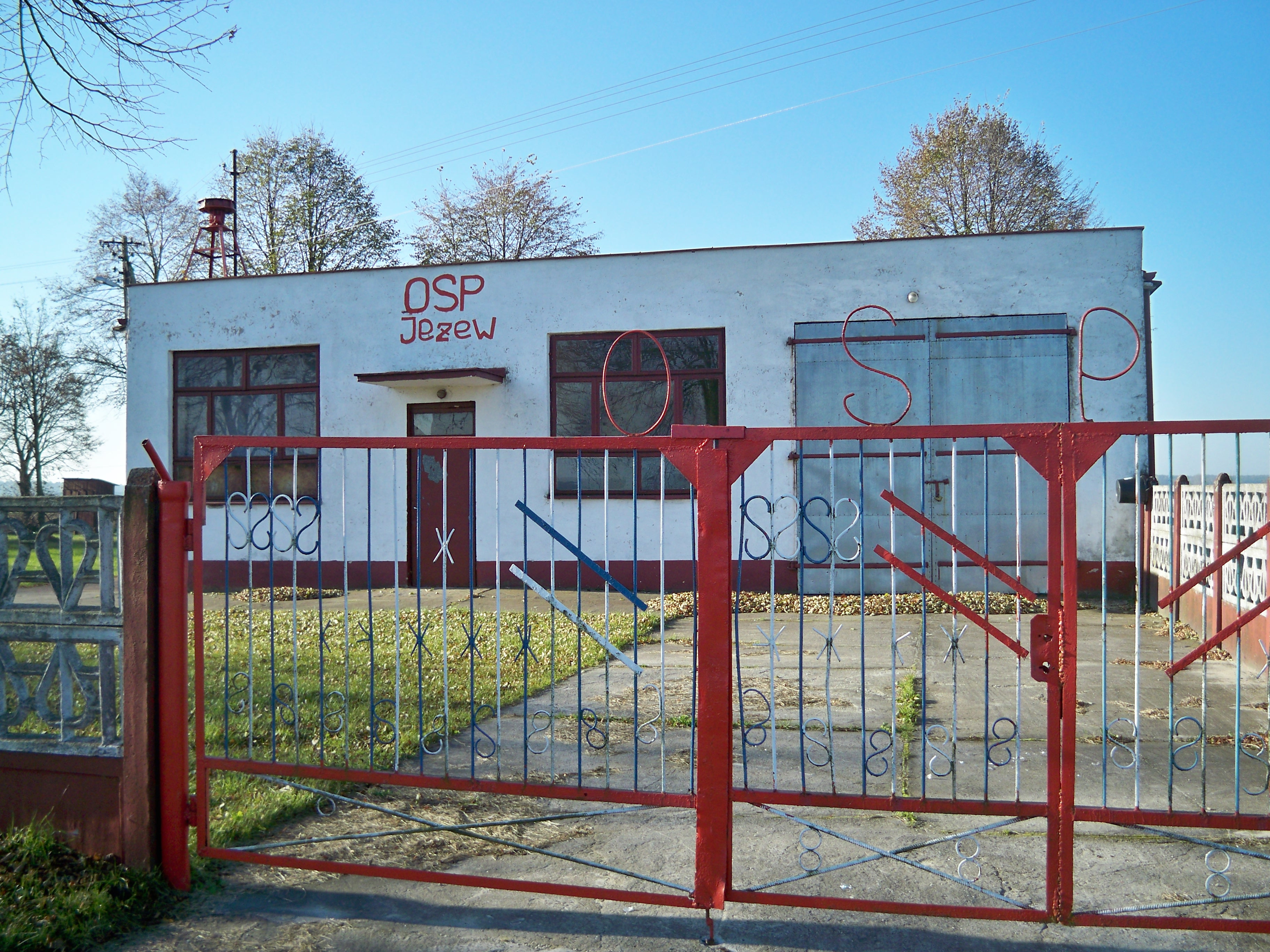
روستای یژو

یژو (به لاتین: Jeżew) یک روستا در لهستان است که در گمینا زاجم واقع شده‌است.